# Govern electrònic
El govern electrònic és aquell que aplicant i usant les tecnologies de la informació i la comunicació (TIC) aspira a la millora de la prestació de serveis, a la participació ciutadana i a la transformació de les relacions internes i externes. És a dir, implica participació i relacions bidireccionals. El govern electrònic també es coneix com a e-govern i engloba des de la Administració electrònica a la democràcia electrònica.
Govern electrònic també és conegut com govern digital, govern online o govern connectat. En 2014 la OCDE emprava el terme govern digital i el diferenciava de govern electrònic, diferenciant-lo de l'administració electrònica en la recomanació que feia per a la Xarxa d'Administració electrònica del Comitè de Governació Pública. Diversos governs han començat a utilitzar el terme govern digital per a una àmplia gamma de serveis que impliquen tecnologia contemporània, com ara el big data, l'automatització o l'anàlisi predictiva.

## Participació ciutadana
Els instruments jurídics més importants, entre ells la Declaració Universal dels Drets Humans en el seu article 21, recullen el dret a la participació ciutadana en el govern, i aquesta participació, que es considera essencial per legitimar les institucions democràtiques, pot ser indirecta, a través dels representants, o directa, i per això tots els poders públics han de promoure i facilitar la participació ciutadana. Les regulacions europees reconeixen el principi d'autonomia municipal perquè cada entitat pugui disposar les seves normatives respecte la participació ciutadana, i molts ajuntaments, sobretot grans, dediquen part de la participació a l'elaboració dels Plans d'Actuació Municipal i els Plans de Govern, sovint elaborant plans estratègics o plans directors de participació ciutadana. Els instruments de participació s'han de posar a l'abast de tota la ciutadania, i a més s'ha de posar a la seva disposició les eines formatives que siguin necessàries per a que els puguin dominar.
Un dels objectius d'algunes iniciatives d'administració electrònica és una major participació ciutadana a través d'internet i crear un govern més transparent, incorporant la societat civil a la presa de decisions públiques i permetent als votants veure immediatament com i per què els seus representants a la capital voten tal com ho fan. Un govern teòricament podria avançar més cap a una veritable democràcia amb l'aplicació adequada de l'administració electrònica. La transparència del govern donarà informació al públic sobre com es prenen les decisions i farà que els funcionaris electes o els funcionaris públics siguin responsables de les seves accions. El públic podria esdevenir una influència directa i destacada en la legislatura del govern fins a cert punt.

## Història
El govern electrònic va emergir sorgir a finals de la dècada de 1990 impulsat per conferències i revistes científiques, per millorar la gestió dels assumptes públics en termes d'economia, eficiència, eficàcia i productivitat, i la consolidació de la societat de la informació i el coneixement ha acabat modificant substancialment l'activitat de les administracions públiques, que han hagut d'adaptar-s'hi, donant lloc a noves estructures organitzatives i noves formes de relació amb els ciutadans, destinant cada cop més recursos econòmics i personals a la provisió de serveis públics en línia i l'ús de les TIC en els processos administratius interns.
A mesura que fins i tot els països menys desenvolupats han disposat de llocs web, serveis electrònics i estratègies d'administració electrònica, ha quedat cada cop més clar que l'administració electrònica no ha donat tots els beneficis que s'hi esperava. Fins a un 35% dels projectes d'administració electrònica als països en vies de desenvolupament van donar lloc a fracassos totals i el 50% van ser fracassos parcials. Com a reacció a aquests mals resultats, hi ha hagut un canvi de perspectiva cap a un govern transformador, més enllà dels aspectes purament tècnics, que faciliti els processos d'administració electrònica per abordar les barreres culturals i organitzatives que han dificultat la realització dels beneficis del servei públic. Els investigadors han definit la raó se ser del govern transformacional com "l'explotació de l'administració electrònica de manera que es puguin obtenir beneficis".
En 2007, Àustria va aconseguir el 100 % de disponibilitat en línia, seguida de prop per diversos països. A Catalunya, la llei 29/2010 regula tot el que fa referència al govern electrònic.

## Tipus de govern electrònic
L'administració electrònica és una àrea important de la informàtica administrativa. Implica l'aspecte tècnic d'aportació de solucions de programari adequades, que ha de prestar especial atenció a l'augment de la seguretat de les dades i a la possibilitat d'arxivar i fer el seguiment dels processos. La creació d'interoperabilitat entre institucions, instal·lacions, països i estats sobre l'harmonització de la terminologia, l'adaptació de sistemes i la creació associada d'interoperabilitat. La disponibilitat per utilitzar l'administració electrònica ha de procurar augmentar la participació dels col·lectius vulnerables.
L'OCDE organitza els tipus de govern electrònic segons el grau d'implicació en temes relacionats amb els valors de govern:
- Tipus 1: Models de prestació de serveis: Entre 2000 i 2007, el model de la UE utilitzat per a l'avaluació comparativa a Europa contenia quatre etapes seqüencials: informació, interacció unidireccional, interacció bidireccional i caixa electrònica, als que en 2007 es va afegir la personalització (la prestació de serveis proactiva i/o automàtica d'un servei atorgat per llei).
- Tipus 2 i 3: Models de canvi organitzatiu: Els models d'aquesta categoria tracten la interoperabilitat i la integració de serveis entre departaments governamentals.
- Tipus 4: Models de millora de govern: relacionen l'ús de les TIC amb factors específics de govern a govern.

## Avantatges

### Avantatges per a ciutadans i empreses
El govern electrònic millora el servei públic amb l'accés permanent als serveis públics, la simplificació dels tràmits amb l’administració, la rapidesa i agilitat en l’obtenció dels serveis, s'eviten els desplaçaments per fer tràmits presencials, es fa un millor control sobre l’organització i la gestió, fent una distribució més eficaç dels recursos, i es millora la satisfacció dels usuaris amb la reducció dels temps i costos de gestió i l'eliminació de les barreres geogràfiques. A mes s'ha de garantir que no s'hagi de presentar documents quan les dades ja estiguin en mans de la mateixa Administració.

### Avantatges ambientals
Els serveis governamentals en línia redueixen la necessitat de formularis en paper, i si els ciutadans poden sol·licitar serveis o permisos governamentals en línia, no han de dirigir-se a una oficina governamental, cosa que podria condueix a una menor contaminació atmosfèrica dels vehicles de gas i gasoil.

## Desavantatges

### Desavantatges per als ciutadans
Els principals temors dels ciutadans es relacionen amb la protecció de dades: es tem que la privadesa de les persones no estigui prou protegida i que així els ciutadans esdevinguin persones transparents. A més, la comunicació entre autoritat i ciutadà pot esdevenir impersonal si el ciutadà no disposa d'una persona de contacte personal. En el context de les cerques en línia, sobretot quan es distribueix programari propietari als ciutadans en l'administració electrònica, com és el cas del procediment ELSTER, hi ha el risc que l'estat instal·li programari troià als ordinadors dels ciutadans. També hi ha problemes per a persones que no tenen coneixements d'informàtica o no tenen accés a ordinadors.

### Desavantatges per a les autoritats
Un desavantatge per a les autoritats és l'esforç addicional de seguretat. S'ha de prendre mesures de seguretat per protegir les dades i, per tant, la privadesa de les persones, la qual cosa comporta costos addicionals. Un altre inconvenient és la dependència del sistema utilitzat.

## Signatura electrònica
La signatura electrònica és una signatura digital que s'ha emmagatzemat en un suport maquinari, mentre que la signatura digital es pot emmagatzemar tant en suports maquinari com programari. La signatura electrònica reconeguda té el mateix valor legal que la signatura manuscrita. Malgrat l'ús indistint que se sol fer dels termes signatura electrònica i signatura digital, entre els professionals del tema es fa una clara diferenciació entre aquests.
En molts països on el govern empra els sistemes online per fer arribar els serveis governamentals als seus ciutadans, la signatura electrònica s'usa per autoritzar als usuaris que participen en els sistemes de govern electrònic i validar els seus continguts pertant la millora dels nivells de seguretat dels algorismes de la signatura electrònica representa un nou repte.